# Constitución 27
Constitución 27 är en ort i Mexiko.   Den ligger i kommunen Socoltenango och delstaten Chiapas, i den sydöstra delen av landet, 800 km sydost om huvudstaden Mexico City. Constitución 27 ligger 603 meter över havet och antalet invånare är 145.
Terrängen runt Constitución 27 är varierad. Runt Constitución 27 är det ganska glesbefolkat, med 35 invånare per kvadratkilometer. Närmaste större samhälle är Socoltenango, 5,8 km nordost om Constitución 27. Omgivningarna runt Constitución 27 är en mosaik av jordbruksmark och naturlig växtlighet.